# NPO Mashinostroyenia
NPO Mashinostroyeniya (ruso: НПО машиностроения, literalmente 'RDA de fabricación de máquinas') es una oficina de diseño de cohetes con sede en Reutov, Rusia. Durante la Guerra Fría fue responsable de varios sistemas de armas importantes, incluido el misil balístico intercontinental UR-100N y el programa militar de la estación espacial Almaz.
India es el segundo cliente más grande de Mashinostroyeniya después de la Federación Rusa para la adquisición de P-70 Ametist, BrahMos, BrahMos-II y P-800 Ónix.

## Historia
NPO Mashinostroyeniya se fundó en 1944 para desarrollar cohetes para el ejército ruso. Bajo el liderazgo del diseñador de misiles de crucero Vladímir Cheloméi, la empresa fue la principal desarrolladora de los satélites espaciales, misiles de crucero y misiles balísticos intercontinentales de la Unión Soviética. Originalmente parte de la oficina de diseño OKB-51, se trasladó a Reutov y de 1955 a 1966 fue designado OKB-52 (y también OKB-52 MAP). OKB-52 pasó a ser conocido más tarde como TsKBM.
El OKB-52 fue el principal rival del OKB-1 (entonces la oficina de diseño de Serguéi Koroliov, más tarde rebautizada como TsKBEM, hoy RKK Energiya) durante los programas lunares humanos soviéticos y el programa de la estación espacial soviética.
En su apogeo a mediados de la década de 1980, NPO Mashinostroyeniya empleaba a casi 10.000 personas. A mediados de la década de 1980, el apoyo estatal a las NPO estaba disminuyendo. En la década de 1980, el gobierno soviético ordenó a NPO que desarrollara equipos de procesamiento de aceite vegetal, equipos para la industria de panificación y productos de almacenamiento de alimentos. En 1993, las órdenes de defensa de Mashinostroyeniya se redujeron a una quinta parte de los niveles anteriores.
El 16 de julio de 2014, la administración Obama impuso sanciones a través de la Oficina de Control de Activos Extranjeros (OFAC) del Departamento del Tesoro de los Estados Unidos al agregar a NPO Mashinostroyeniya y otras entidades a la Lista de Nacionales Especialmente Designados (SDN) en represalia por el actual conflicto Rusia-Ucrania. ScarCruft y Lazarus Group supuestamente piratearon los sistemas de la empresa en 2021, según informes publicados por la empresa de ciberseguridad SentinelOne.